# Liste der Stolpersteine in Springe
Die Liste der Stolpersteine in Springe gibt eine Übersicht über die vom Künstler Gunter Demnig verlegten Stolpersteine in der Stadt Springe.
Die 10 × 10 × 10 cm großen Betonquader mit Messingtafel sind in den Bürgersteig vor jenen Häusern eingelassen, in denen die Opfer der nationalsozialistischen Gewaltherrschaft einmal zu Hause waren. Die Inschrift der Tafel gibt Auskunft über ihren Namen, ihr Alter und ihr Schicksal. Die Stolpersteine sollen dem Vergessen der Opfer entgegenwirken.

## Verlegte Stolpersteine
| Adresse                            | Name                  | Inschrift                                                                                      | Verlegedatum  | Bild                               | Anmerkung |
| ---------------------------------- | --------------------- | ---------------------------------------------------------------------------------------------- | ------------- | ---------------------------------- | --------- |
| Zum Niederntor 6 (Standort)        | Emilie Goldschmidt    | Hier wohnte Emilie Goldschmidt geb. Weil Jg. 1867 deportiert 1942 Theresienstadt tot 3.10.1942 | 3. Aug. 2005  | Stolperstein Emilie Goldschmidt    |           |
| Zum Niederntor 6 (Standort)        | Siegfried Goldschmidt | Hier wohnte Siegfried Goldschmidt Jg. 1891 deportiert 1942 Ghetto Warschau tot 1944            | 3. Aug. 2005  | Stolperstein Siegfried Goldschmidt |           |
| Gestorf, In der Welle 5 (Standort) | Isaak Abrahamson      | Hier wohnte Isaak Abrahamson Jg. 1875 deportiert 1942 Ghetto Warschau ermordet                 | 21. Nov. 2015 | Stolperstein Isaak Abrahamson      | [ 1 ]     |
| Gestorf, In der Welle 5 (Standort) | Bertha Abrahamson     | Hier wohnte Bertha Abrahamson Jg. 1882 deportiert 1942 Ghetto Warschau ermordet                | 21. Nov. 2015 | Stolperstein Bertha Abrahamson     | [ 1 ]     |
| Gestorf, In der Welle 5 (Standort) | Ella Abrahamson       | Hier wohnte Ella Abrahamson Jg. 1885 deportiert 1942 Ghetto Warschau ermordet                  | 21. Nov. 2015 | Stolperstein Ella Abrahamson       | [ 1 ]     |